# Bachstedt
Bachstedt ist ein Ortsteil der Gemeinde Markvippach, die zum Landkreis Sömmerda gehört. Das ehemalige Gutsdorf Bachstedt liegt zwei Kilometer südöstlich von Markvippach in etwa 195 m Höhe.

## Geschichte
Die urkundliche Ersterwähnung von Bachstedt erfolgte im Jahr 876. Ab 1280 baute das Moritz-Kloster Naumburg das Gut Bachstedt zu einem Vorwerk aus. Dieses wurde 1467 vom Weimarer Herzog Wilhelm erworben. Im Dreißigjährigen Krieg diente das befestigte und bemannte Vorwerk als Zufluchtsort für die Einwohner der weiteren Umgebung. Andererseits stellte das Gut „eine Plage“ für die benachbarten Dörfer dar, weil diese Frondienste für Bachstedt leisten mussten und dieses auch noch das „Triftrecht“ zum Hüten seiner Schafe auf deren Territorium hatte. Das Gut gehörte ab Mitte des 17. Jahrhunderts zum Amt Großrudestedt, welches ab 1672 Teil des Herzogtums Sachsen-Eisenach war und 1741 zu Sachsen-Weimar-Eisenach kam. 1827 wurde das Kammergut verwaltungsmäßig als Teil von Markvippach geführt. Seit 1850 gehörte Bachstedt zum Verwaltungsbezirk Weimar des Großherzogtums Sachsen-Weimar-Eisenach, dem es bis 1918 angehörte.
1934 hat man das Gut aufgesiedelt und 14 Bauernhöfe mit 30 bis 200 Morgen Landbesitz angelegt. Bachstedt erhielt auch erstmals eine eigene Schule. Der Heimatstil der Häuser aus den 1930er Jahren ist heute nur noch an einigen Gebäuden zu erkennen.

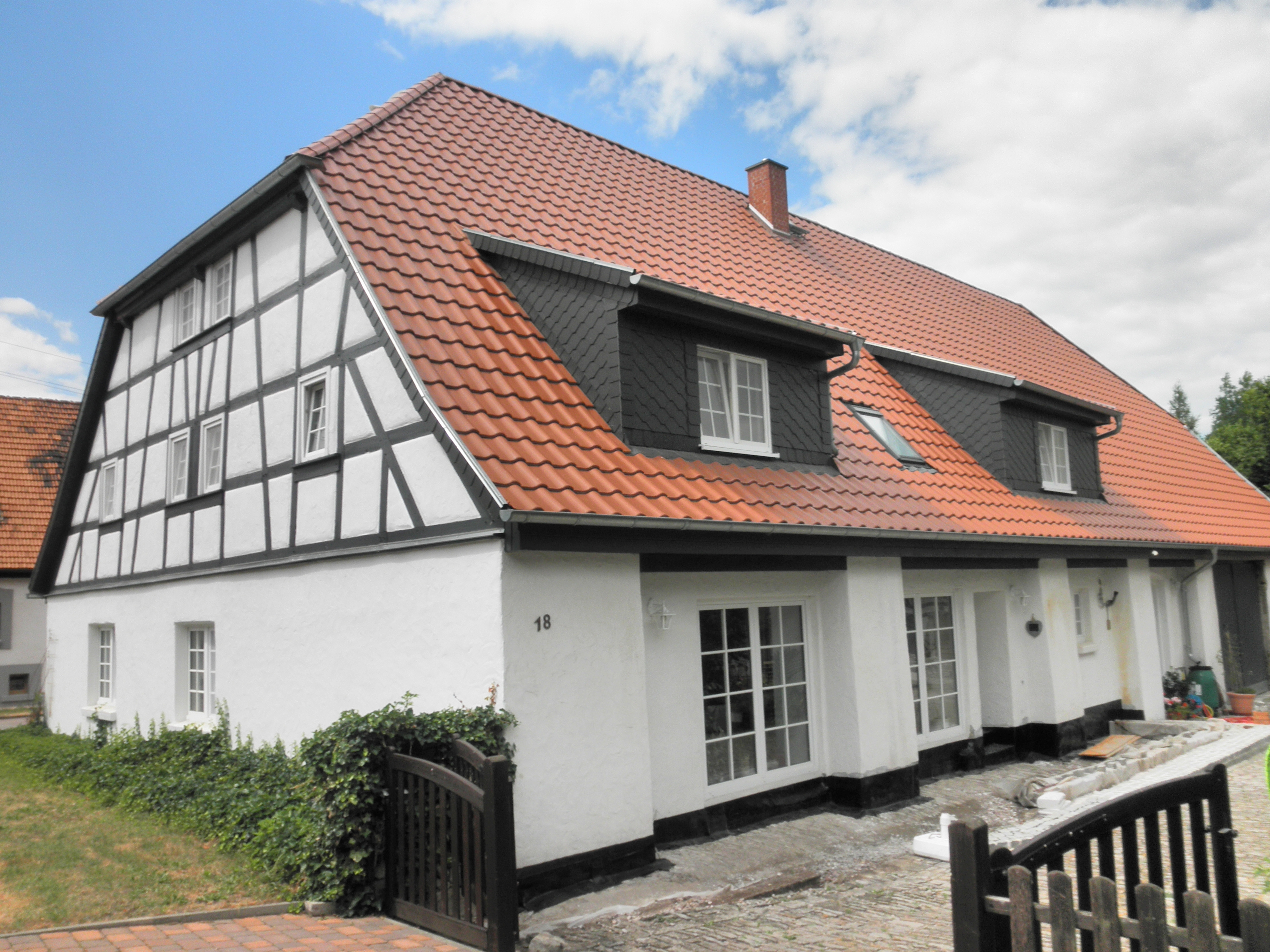
Guts-Wohnhaus in Bachstedt
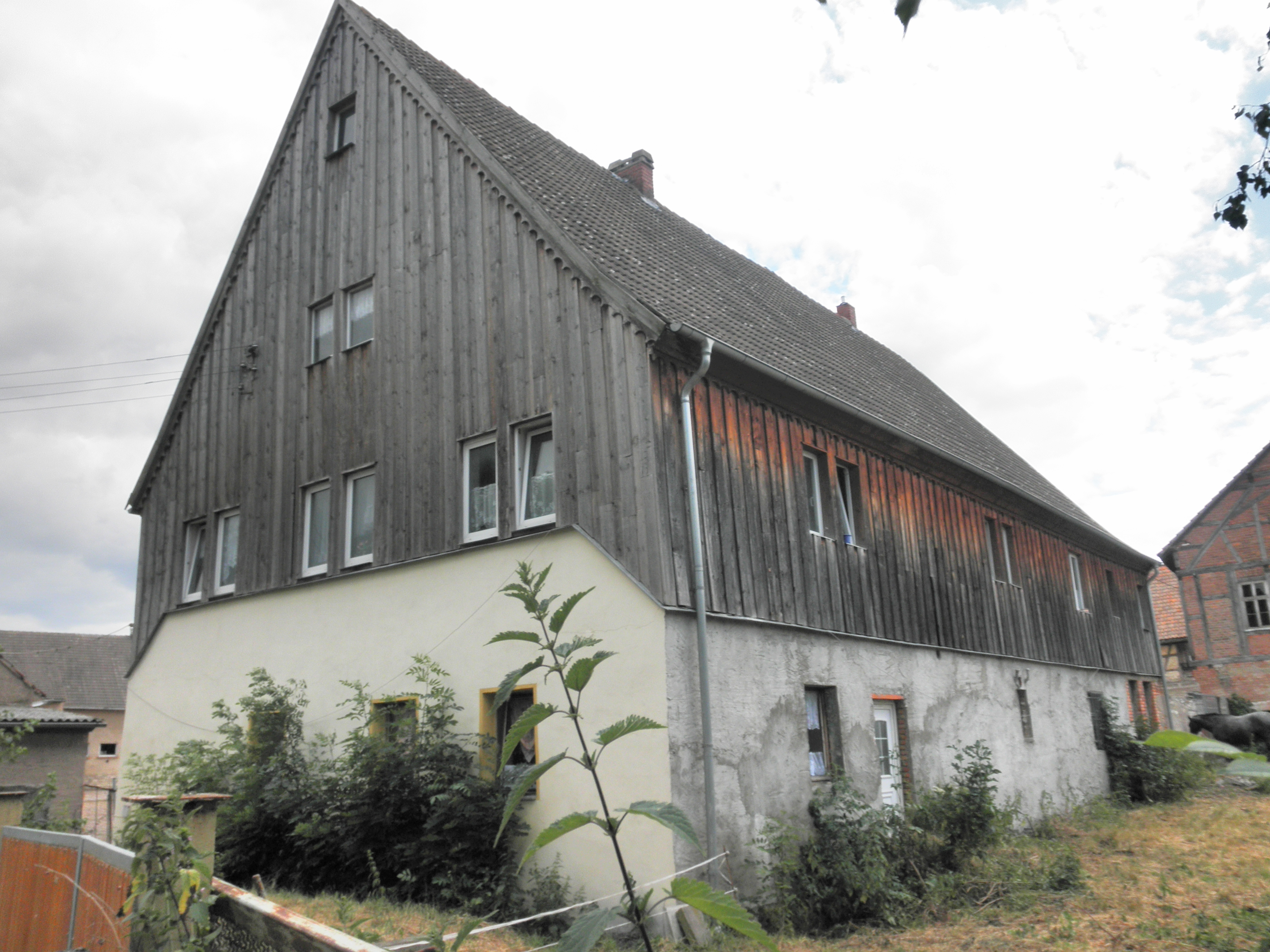
Guts-Wohnhaus in Bachstedt
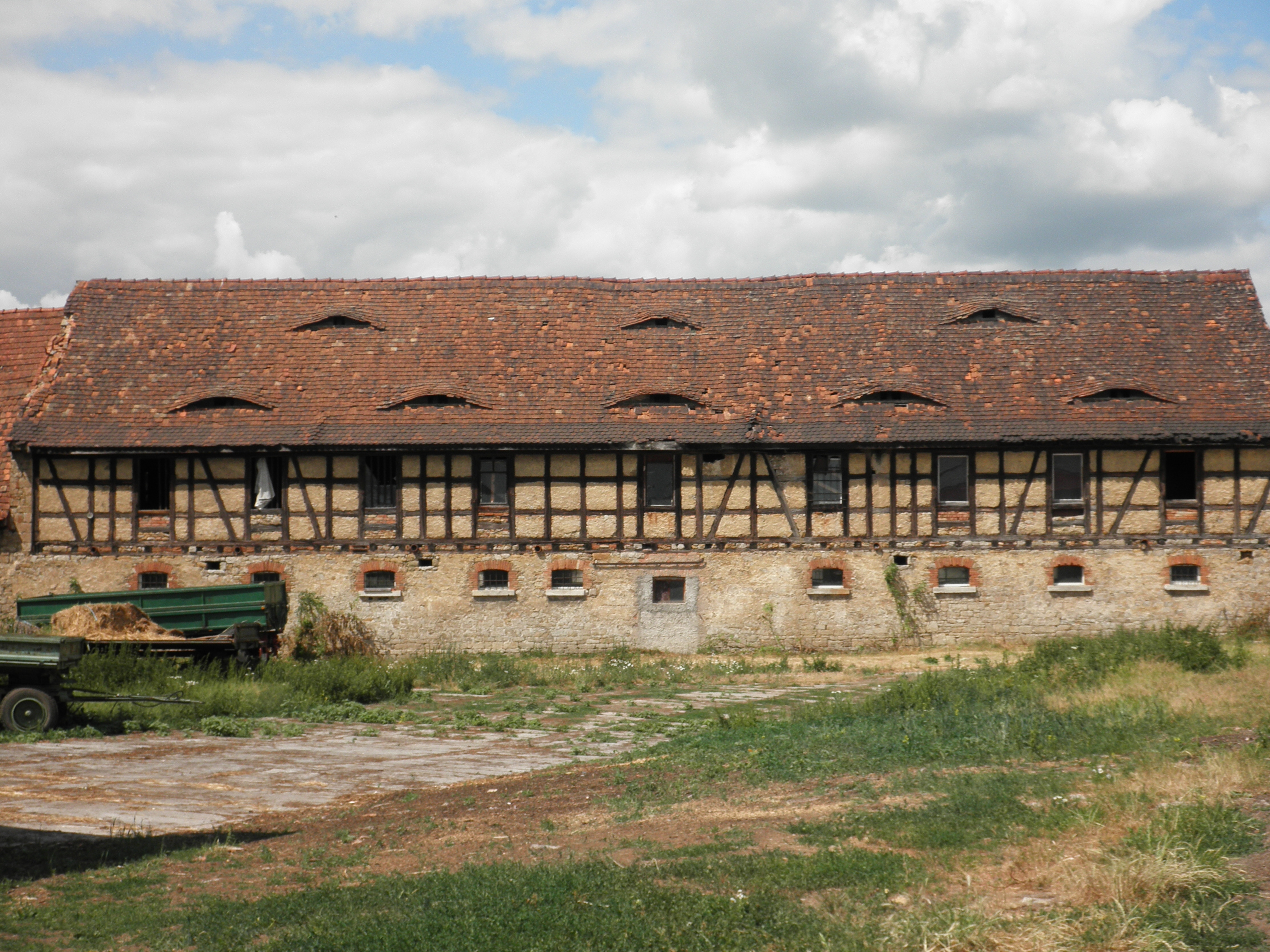
Wirtschaftsgebäude des früheren Guts
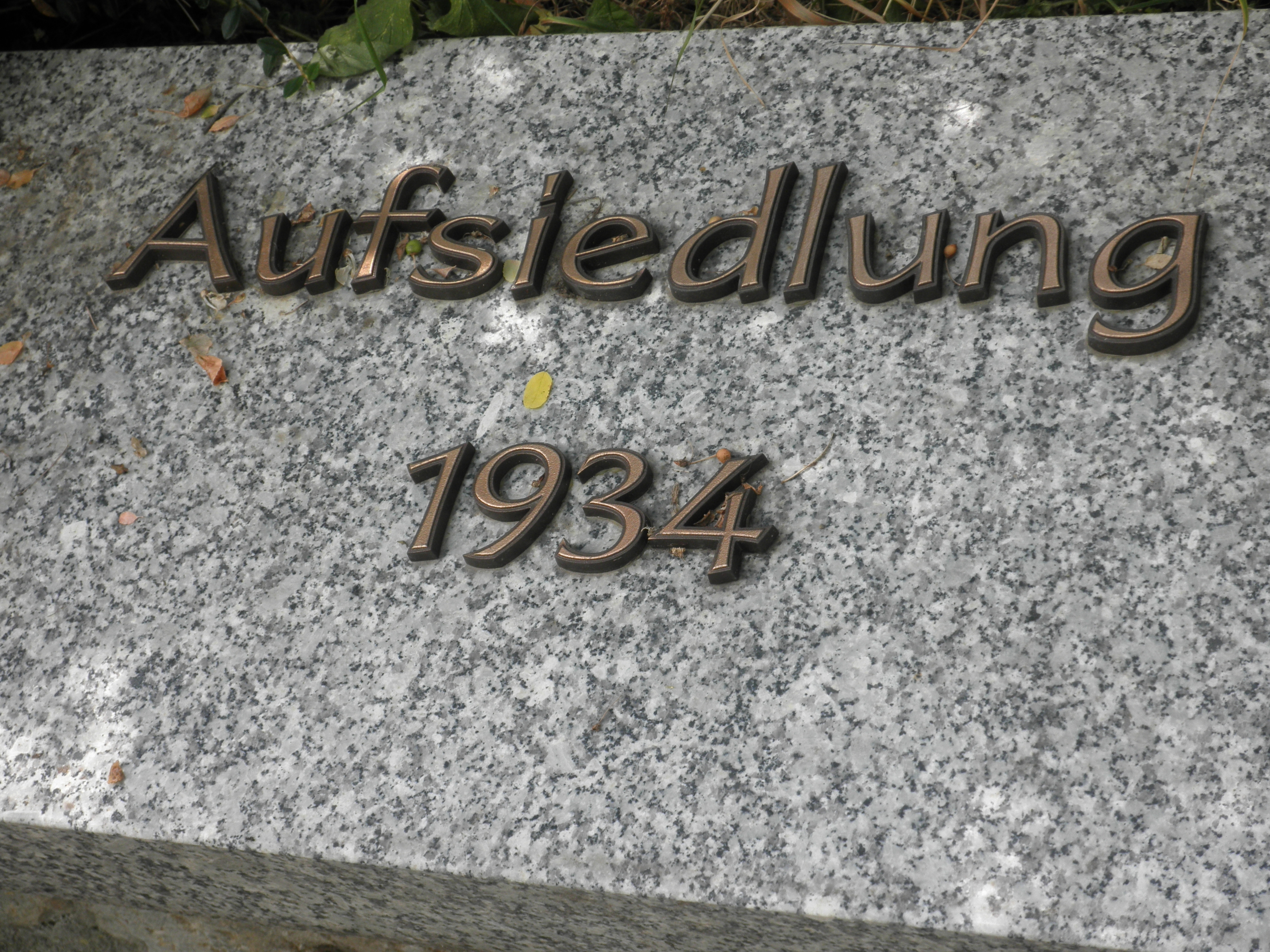
„Aufsiedlung“ des Guts 1934, Gedenkstein

## Persönlichkeiten
- Heinrich Refardt (1892–1968) geboren in Bachstedt; Kommunaljurist, Polizeipräsident und Regierungspräsident